# いばらきまつり
いばらきまつりは、茨城県東茨城郡茨城町で毎年11月上旬に行われている祭である。

## 概要
茨城町最大のビッグイベント。1996年まで夏季に行われていた『真夏の祭典 ふるさとふれあいまつり』と、同年秋季に行われていた『茨城町商工祭』が1997年にリニューアルして『いばらきまつり』に統合。当初は夏と秋、年2回の開催であったが、2000年以降は秋のみの開催となって現在に至る。

イベントはメインのステージイベントの他、70を超す出店数、茨城町産の農産品の販売。祭りの最後はフィナーレ花火（2012年以降）で盛大に盛り上げる。

原則としてイベントは雨天でも開催するが、荒天となった場合は開催中止となる（予備日は無し）。

## 歴史
※イベントの開催回数は前身の「ふるさとふれあいまつり」の第1回からの通算回数となっている。
| 開催回数     | 名称                                 | 開催年月日                                                                     | 備考 |
| ------------ | ------------------------------------ | ------------------------------------------------------------------------------ | --- |
| 1            | 真夏の祭典 '90ふるさとふれあいまつり | 1990年（平成2年）8月19日                                                       | 会場は茨城町運動公園（茨城町越安） |
| 2            | 真夏の祭典 '91ふるさとふれあいまつり | 1991年（平成3年）8月24日                                                       | 会場を茨城町役場前広場（茨城町小堤）に移す |
| 3            | '92ふるさとふれあいまつり            | 1992年（平成4年）8月23日                                                       | -- |
| 4            | '93ふるさとふれあいまつり            | 1993年（平成5年）8月22日                                                       | -- |
| 5            | '94ふるさとふれあいまつり            | 1994年（平成6年）8月21日                                                       | 花火大会は当日雨天のため、翌日同時刻同会場開催に順延された。 |
| 6            | '95ふるさとふれあいまつり            | 1995年（平成7年）8月20日                                                       | 同年8月19日に前夜祭を開催。 |
| 7            | 真夏の祭典 '96ふるさとふれあいまつり | 1996年（平成8年）8月25日                                                       | 同年8月24日に前夜祭を開催。ふるさとふれあいまつり名義、茨城町役場前広場での開催はこの年が最後となった。 |
| 8            | '97いばらきまつり                    | 1997年（平成9年）8月24日（夏の部） 1997年（平成9年）11月1日 - 2日（秋の部）    | この年よりリニューアルして『いばらきまつり』となる。会場を現在と同じ茨城町総合福祉センター「ゆうゆう館」前駐車場に移す。夏の部は『ふるさとふれあいまつり』とほぼ同内容。秋の部は『茨城町商工祭』とほぼ同内容である。                                                                                         |
| 9            | '98いばらきまつり                    | 1998年（平成10年）8月22日 - 23日（夏の部） 1998年（平成10年）11月1日（秋の部） | 夏の部を2日間開催。この年より秋の部を1日だけの開催に短縮。 |
| 10           | '99いばらきまつり                    | 1999年（平成11年）8月22日（夏の部） 1999年（平成11年）10月31日（秋の部）       | 夏の部、秋の部共に1日のみの開催。夏の部はこの年が事実上、最後の開催となった。 |
| 11           | 2000いばらきまつり                   | 2000年（平成12年）11月5日（秋の部） 2001年（平成13年）1月1日（花火のみ）       | 夏の部が諸事情により開催中止。以降は現在に至るまで秋のみの開催となる。 夏の部に行われていた花火大会は11月の回では実施されず、同年12月31日深夜（1月1日未明）の『2000いばらきまつり ニューイヤー花火大会』として行われた。                                                                                     |
| 12           | 2001いばらきまつり                   | 2001年（平成13年）11月3日                                                      | イベント終了時刻は17:25まで。イベントの最後に行われていた花火大会は、この年の開催を最後に長期の中断となる。 |
| 13           | 2002いばらきまつり                   | 2002年（平成14年）11月3日                                                      | ゲストライブにTake2が出演。この回より花火打ち上げが無くなったためイベント終了時間を16:30に繰り上げた。 |
| 14           | 2003いばらきまつり                   | 2003年（平成15年）11月2日                                                      | -- |
| 15           | 2004いばらきまつり                   | 2004年（平成16年）11月6日                                                      | -- |
| 16           | 2005いばらきまつり                   | 2005年（平成17年）11月5日                                                      | この回よりイベント終了時刻を16:00に繰り上げた。 |
| 17           | 2006いばらきまつり                   | 2006年（平成18年）11月3日                                                      | -- |
| 18           | 2007いばらきまつり                   | 2007年（平成19年）11月3日                                                      | -- |
| 19           | 2008いばらきまつり                   | 2008年（平成20年）11月2日                                                      | -- |
| 20           | 2009いばらきまつり                   | 2009年（平成21年）11月1日                                                      | -- |
| 未開催       | 2010いばらきまつり                   | 2010年（平成22年）10月31日予定                                                 | 開催当日に台風14号の接近が予想されたため、予定されていた全てのイベントが中止になる。 |
| 21           | 2011いばらきまつり                   | 2011年（平成23年）11月6日                                                      | ここから開催日が原則11月第1日曜日となる（11月3日が日曜日に当たる年を除く）。 |
| 22           | 2012いばらきまつり                   | 2012年（平成24年）11月4日                                                      | イベント開始時間をこれまでの9時30分から10時開始に繰り下げ。また、フィナーレ花火として11年ぶりに花火大会が復活。これに伴い、イベント終了時間をこれまでの16時から18時終了に繰り下げた。 |
| 23           | 2013いばらきまつり                   | 2013年（平成25年）11月4日                                                      | この年からステージイベントにアイドルグループによるライブが行われるようになる。 |
| 24           | 2014いばらきまつり                   | 2014年（平成26年）11月2日                                                      | 町政施行60周年記念として開催。フィナーレ花火の打ち上げ開始を18時に変更。イベント終了時刻を18:30に繰り下げた。 |
| 25           | 2015いばらきまつり                   | 2015年（平成27年）11月1日                                                      | イベント当日は晴天に恵まれたこともあり、来場者は18000人の動員があった。 |
| 26           | 2016いばらきまつり                   | 2016年（平成28年）11月6日                                                      | この年より、合図花火が開会宣言時と閉会宣言時に変更される。 |
| 27           | 2017いばらきまつり                   | 2017年（平成29年）11月5日                                                      | この回よりイベント終了時間を18時に繰り上げた。ただし、フィナーレ花火は従来通り18時から行ったため、全体の終了時間はこれまでと同じ18:30までである。 イベント当日は朝から晴天に恵まれ、来場者数は過去最高の25000人の動員があった。                                                                              |
| 28           | 2018いばらきまつり                   | 2018年（平成30年）11月4日                                                      | 司会はオスペンギン。ステージイベントゲスト:Selene、マシコタツロウ |
| 29           | 2019いばらきまつり                   | 2019年（令和元年）11月4日                                                      | 司会はオスペンギン。ステージイベントゲスト:ZANPA。この回より再びイベント終了時刻を18:30に繰り下げた。 |
| 開催中止     | 2020いばらきまつり                   | 2020年（令和2年）                                                              | 新型コロナウイルスの感染拡大防止のため、同年7月2日付けで開催中止が決定。なお、仮にまつりが予定通り開催されたとしても、感染拡大防止のためフィナーレ花火は中止となることが同年4月の時点で発表されていた。 |
| 開催中止(30) | 2021いばらきまつり                   | 2022年（令和4年）2月11日(花火のみ)                                             | 新型コロナウイルス感染症対策の徹底を前提に開催方法について検討を重ねてたが、町民や観光客、関係者の安全確保が困難であることから同年10月7日付けで開催中止が決定。これにより、2年連続の中止となった。代替として花火のみ翌年2月11日にサプライズ花火として無観客・事前非公開という形で行った。                    |
| 31           | 2022いばらきまつり                   | 2022年（令和4年）11月6日                                                       | 司会はオスペンギン。新型コロナウイルス感染症の影響を鑑み、3年ぶりの開催と共に出店数を41に減少。模擬上棟式とアイドルグループのライブを中止するなど規模を一部縮小する形で実施した。 コロナ禍が完全に収束してない中での開催だったため来場を自粛した方も多く、動員数は中断前よりも5000人少ない約16,000人だった。 |
| 32           | 2023いばらきまつり                   | 2023年（令和5年）11月5日                                                       | 司会はオスペンギン。出店数も昨年の41から96に拡大。ほぼコロナ前の規模まで回復したが、前年同様、模擬上棟式とアイドルグループのライブは中止された。その代替として、前回好評だったカラオケ大会と2018年以来5年ぶりにマシコタツロウのゲストライブを実施した。 動員数は約22,000人と、過去3番目に多い記録となった。  |
| 33           | 2024いばらきまつり                   | 2024年（令和6年）11月4日                                                       | 司会はオスペンギン。ゆうゆう館に隣接する中央公民館の建て替え工事で役場前の芝生広場が使えないため、出店数は前年より減少した。 動員数は約26,000人と7年ぶりに過去最多動員記録を更新した。 |

## 内容

### ステージイベント

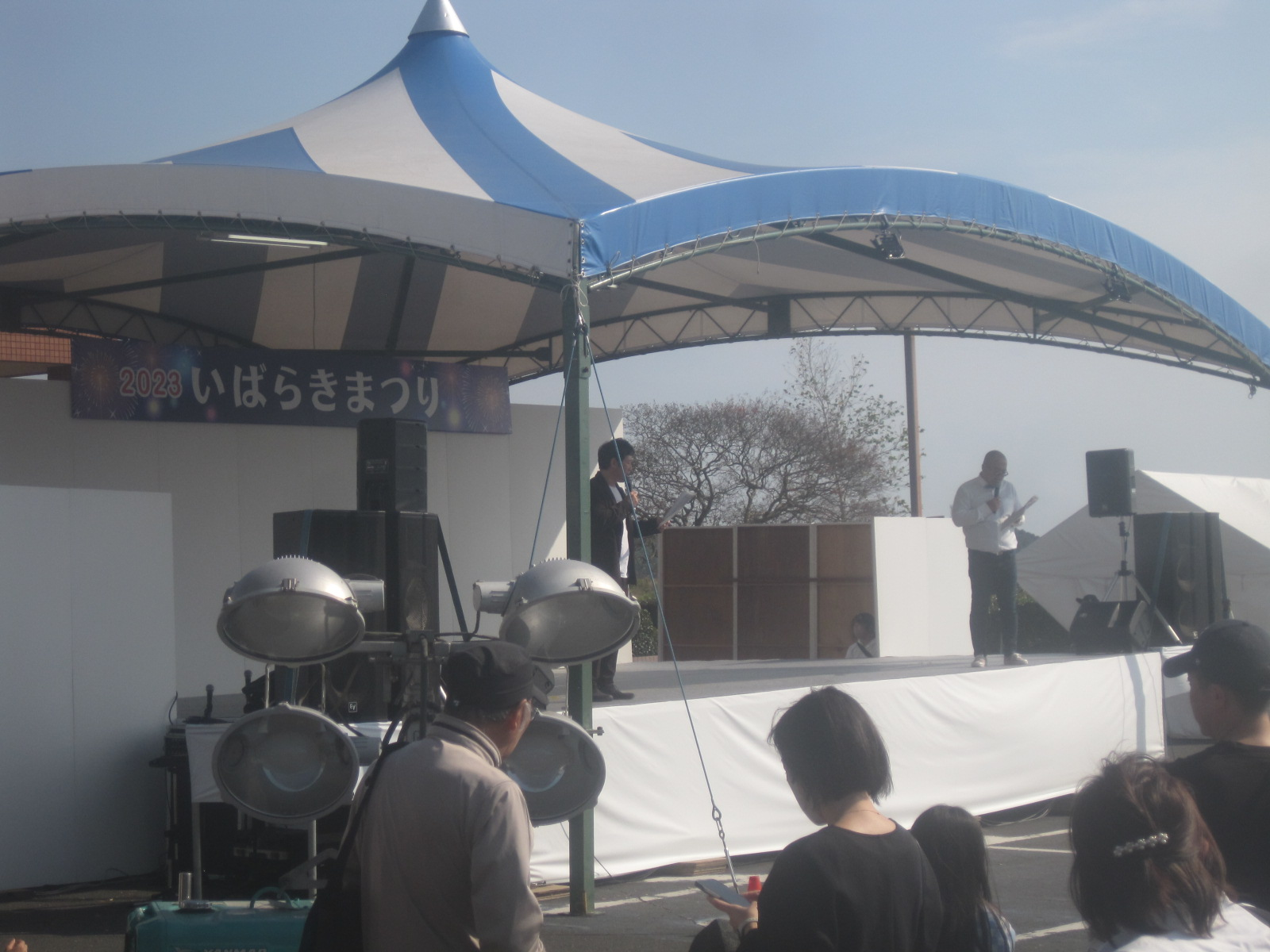
ステージイベント(2023年)

本祭のメインイベント。その年の戦隊シリーズのキャラクターによるショーや、町内の各団体による伝統芸能。ものまねタレントの歌謡ショーやアイドルグループなどのゲストライブ、模擬上棟式、茨城町音頭、ビンゴゲーム大会などの来場者参加型イベントなどが行われる。

### 神輿・山車渡御
町内各地の神輿・山車が茨城町役場前通りを歩行者天国にして渡御する。夏の部中止以降は行われていない。

### 花火大会
夏の部の最後を飾ったイベント。夏の部中止以降は秋の部に取り入れられたが、2000年秋の回では実施されず、同年年末～年明けの『ニューイヤー花火大会』で代替開催となった。2001年の回をもって終了。

### フィナーレ花火（2012年 -）
2012年2月11日に茨城町商工会青年部主催で開催された『きらり冬花火～未来を担う子供たちへ～』 が好評であったことから、2012年の本祭のフィナーレイベントにそれを取り入れる形として11年ぶりに復活した。関東地区では11月に開催される数少ない花火大会である。当初は10分程度の開催ではあったが、2018年現在では30分程度打ち上げを行っている。ラストはミュージックスターマインを打ち上げて 本祭は幕を降ろす。

## アクセス

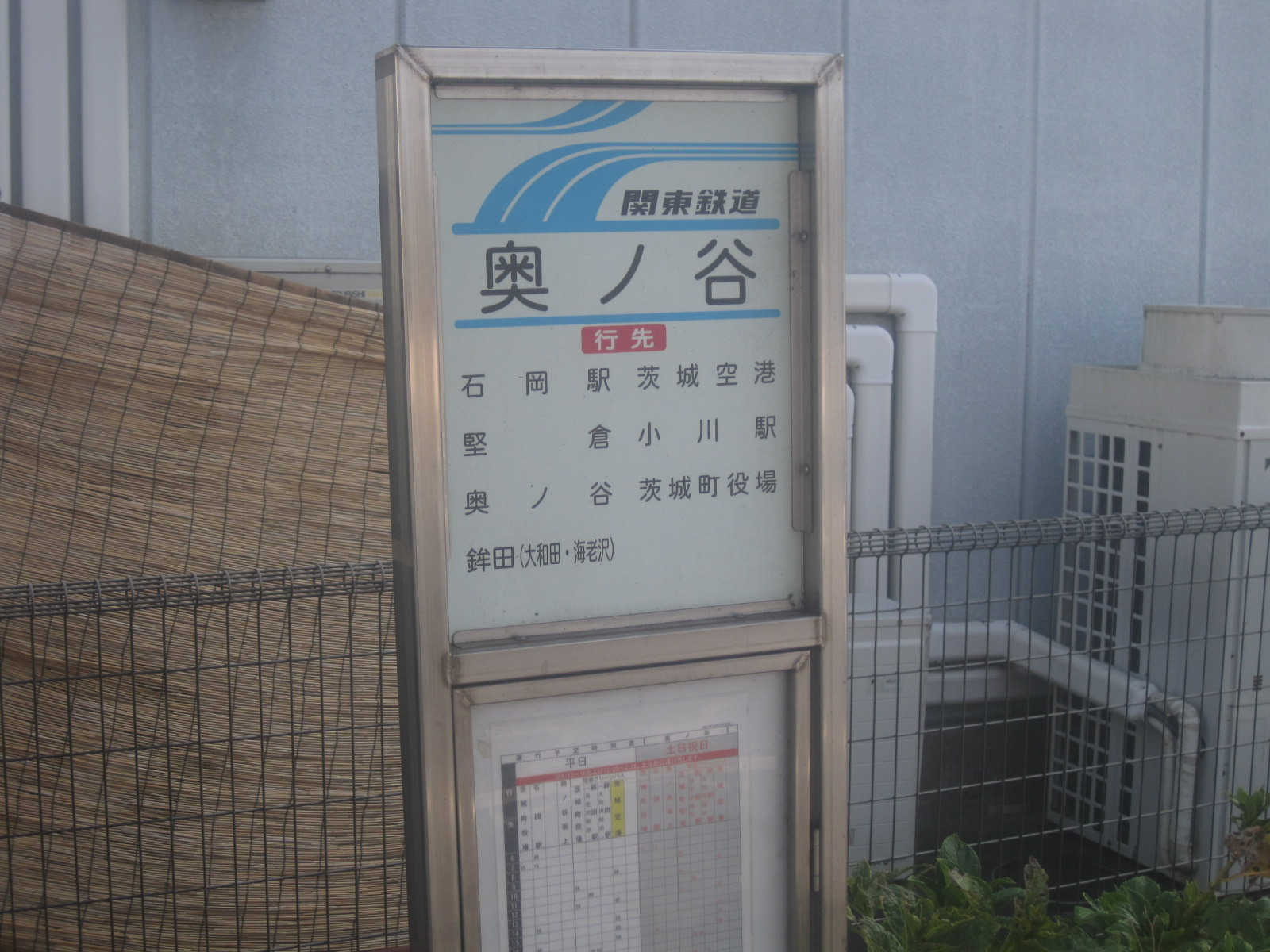
いばらきまつり会場の最寄り「奥ノ谷」バス停

- 場所:茨城町小堤1037-1　茨城町総合福祉センター『ゆうゆう館』駐車場
- 交通:
  - 電車、バス利用 : JR常磐線水戸駅から関東鉄道バスで石岡・鉾田・茨城空港・奥ノ谷坂上方面行きに乗車して「奥ノ谷」バス停下車。徒歩5分[34]。若しくは、東京駅八重洲南口4番乗り場から高速バス『みと号』（県庁ルート）で、「茨城町西IC」バス停下車。当所よりタクシーで約10分。
  - 自家用車利用 : 北関東自動車道茨城町西ICから県道59号、県道43号（北線）で約10分。茨城町東ICから国道6号、県道43号で約10分。臨時駐車場あり。イベント会場から遠い駒場臨時駐車場(元々は建設会社の資材置場)、駒場庁舎（旧・駒場小学校）臨時駐車場、いばらき幼稚園臨時駐車場からは、駐車場⇔会場までの臨時シャトルバスがイベント開始30分前～イベント終了30分後まで随時運行されている。2019年に限り、イオンタウン水戸南からも臨時シャトルバスが運行された[19]。
  - 航空機利用 : 茨城空港から関東鉄道水戸駅行きで「奥ノ谷」バス停下車。徒歩5分。

## 備考
- 本祭とセットで茨城町中央公民館大ホールで『茨城町町民祭』が[35]、茨城町総合福祉センターゆうゆう館館内で『茨城町ボランティアまつり』が開催されている。
- フィナーレ花火導入前は「ビンゴゲーム大会」が本祭のフィナーレイベントだった。
- イベント会場の茨城町総合福祉センターゆうゆう館駐車場は夜間は閉鎖されるため、イベント前日からの場所取りや徹夜で並ぶ行為は禁止されている。また、イベント開催日を含めた前後約5日間は会場設営、撤収に伴い駐車場内に一般車の乗り入れはできない。
- 本祭の開催予定日当日は茨城町総合福祉センターゆうゆう館館内の「茨城町立図書館」は臨時休館となる。